# 초력전대 오레인저
《초력전대 오레인저》(超力戦隊オーレンジャー 조리키센타이 오렌쟈[*])는 일본 도에이에서 제작한 19번째 슈퍼 전대 시리즈이다. 1995년 3월 3일부터 1996년 2월 23일까지 TV아사히에서 방영되었다. 1996년 미국에서 《Power Rangers : Zeo》라는 제목으로 리메이크 되었다. 대한민국에서는 미국의 리메이크 판을 1998년 SBS를 통해 《지오레인저》라는 제목으로 방영된 바 있다.

## 개요
본 작품에서 다시 《비밀전대 고레인저》 《재커 전격대》의 2작품이 슈퍼 전대 시리즈에 포함시켰다. 이로써 본 작품은 《고레인저》에서 세게 〈슈퍼 전대 시리즈 20주년 기념 작품〉으로 방송되고 시리즈의 전환점이 됐다.
모티브에는 〈고대 문명〉이 선택되어 동물형 메카처럼 쉬운 형태로 디자인에 적용시키고 있다. 또 오레인저눈 신비적인 "초력"을 갖춘 전사이기 때문에 고글의 의장"★ ■ ▼:●"는 ESP카드를 바탕으로 한다는 문헌이 있는 한편, 스즈키 타케 유키 프로듀서는 각각 숫자"5,4,3,2,1"을 나타내고 있으며 초 권력이란 초능력 같은 비과학적인 것이 아니라 과학의 정수를 모은 힘이라 ESP카드와는 취지가 다르다는 취지의 발언을 하고 있다.
작중의 시대 설정은 1999년으로 설정되어 있다.
원점 회귀를 염두에 두고 전투의 프로 집단인 《고레인저》 등과 같은 멤버를 장교로 설정하고 멤버가 레드를 "대장"로 부르는 등 힘든 작풍이 지향된다. 또 《카쿠레인저》 등에서 열린 레드의 비 리더화, 이름 올린 중심을 그 회의 주역이 실시하는 패턴을 폐하다, 기존의 레드는 리더 누가 주역인과 레드가 중심이라는 《쥬레인저》 이전의 패턴도 부활하고 있다. 그 경향은 오프닝 출연자 소개에도 반영되어, 레드가 단독으로 소개되는 것에 대해서, 그린, 블루, 옐로와 핑크는 두 소개되는 시리즈 중에서도 드문 포맷이다.
슈퍼 전대 시리즈 마지막 히가시 도리 ecg시스템을 도입한 작품이 된다.

## 오레인저
《초력전대 오레인저》는 초고대문명이 남긴 로스트 테크놀로지를 이용하여 싸우는 국제공군특수 팀. 일반적 오레인저라고 하면 여기를 가리킨다. 전원이 초력을 이용해 싸우며 힘의 형태는 자신의 고글과 슈트 디자인에 반영한다. UAOH는 "the United Air force OHranger"의 약칭이다.
각 멤버의 성씨에는 자신의 고글에 그려진 문양의 은유가 들어가 있다.
- 오 레드 / 호시노 고로 (浅見 竜也) (국내명(파워레인저 캡틴포스): 오 레드 / 재성균) (25세 (1974년 출생))
- 오 그린 / 요카이치 쇼헤이 (四日市 昌平) (국내명(파워레인저 캡틴포스): 오 그린 / 카이) (27세 (1972년 출생))
- 오 블루 / 미타 유지 (三田 裕司) (국내명(파워레인저 캡틴포스): 오 블루 / 타미) (21세 (1978년 출생))
- 오 옐로 / 니죠 쥬리 (二条 樹里) (국내명(파워레인저 캡틴포스): 오 옐로 / 주리) (22세 (1977년 출생))
- 오 핑크 / 마루오 모모 (丸尾 桃) (국내명(파워레인저 캡틴포스): 오 핑크 / 모모) (20세 (1979년 출생))
- 킹 레인저 / 리키 (リキ) (국내명(파워레인저 캡틴포스): 킹 레인저 / 리키) (6억년전 출생) (26회부터 등장)

## 머신제국 바라노이아
《머신제국 바라노이아》는 지구를 지배하고 인간을 노예로 만들려 냉혹 무비인 기계 생명체의 제국. 고대 지구 문명이 빚어낸 일체의 기계 생명체를 시조로 설립했다. 주민은 머신 수의로 불리는 종족. 밖 우주에 있는 바라노이아 별을 본토로 있으며, 드로라 별 등 외 행성에도 침략의 손길을 내밀고 있다. 제국에는 인간이나 동물 등의 유기 생명체는 일절 존재하지 않고, 무기물에 의해서만 구성되어 있다.이 아 차와 말치와 등 일부는 인간의 모습으로 둔갑할 수 있다.번식 방법은 문자 그대로 "만들"것이다, 알고 있을 뿐으로 부부의 성능을 조합한 차세대를 만들거나 작전의 사정으로 만들어진 사람이 그대로 일반 시민 취급되고 있다.
- 박카스훈드 황제(皇帝バッカスフンド 코오테에 밧카스훈도[*])
- 황비 히스테리아(皇妃ヒステリア 코오히 히스테리아[*])
- 황태자 부르돈트(皇子ブルドント 미코 부루돈토[*])
- 공주 마르치와(皇妃マルチーワ 코오 마루치이와[*])

## 등장 메카

### 초력 모빌
- 스카이 피닉스 ■
- 그란 타우러스 ■
- 대쉬 레온 ■
- 도그 랜더 ■
- 모아 로더 ■

### 블로커 로보
- 레드 블로커 ■
- 그린 블로커 ■
- 블루 블로커 ■
- 옐로우 블로커 ■
- 핑크 블로커 ■

### 로봇
메인 메카
- 1호 메카 - 오레인저 로보 ■■■■■
- 2호 메카 - 레드 펀처 ■
- 3호 메카 - 킹 미라미더 ■
- 4호 메카 - 오블로커 로보 ■■■■■

슈퍼 합체
- 슈퍼 메카 - 버스터 오레인저 로보 ■■■■■■

궁극 합체
- 궁극 메카 - 킹 피라미더 배틀 포메이션 ■■■■■■■

## 캐스트
- 호시노 고로/오 레드 : 시시도 마사루
- 요카아치 쇼헤이/오 그린 : 마사오카 쿠니오
- 미타 유지/오 블루 : 고다 마사시
- 니죠 쥬리/오 옐로 : 아소 아유미
- 마루오 모모/오 핑크 : 사토 타마오
- 리키/킹레인저: 야마구치 쇼지
- 미우라 나오유키 : 미야우치 히로시

### 출저
1. ↑  SSHV25 2002, p. 145.
2. ↑  25MB 下 2002, p. 48.
3. ↑  バンダイ『B-CLUB』,1995
4. ↑  타임 레인저의 51화와 고카이저에서는 1995년이라는 설정이 되어 있다.
5. ↑  《초인 화보 국산 가공 히어로 40년의 걸음》 다케 쇼보/이온 편, 다케 쇼보, 1995년 11월 30일 219쪽. C0076.ISBN 4-88475-874-9.

## 외부 사이트
- 초력전대 오레인저 (슈퍼센타이 공식) 보관됨 2021-02-13 - 웨이백 머신 (일본어)
- 초력전대 오레인저 (도에이 비디오 공식) (일본어)

| 이전 닌자전대 카쿠레인저 | 제19대 슈퍼 전대 시리즈 1995년 3월 3일 ~ 1996년 2월 23일 | 다음 격주전대 카레인저 |